# Simone Zaza
Simone Zaza (Policoro, 25 giugno 1991) è un ex calciatore italiano, di ruolo attaccante.

## Caratteristiche tecniche
È un attaccante forte nel gioco aereo e di buona prestanza fisica. Dotato di un sinistro potente ma non necessariamente preciso, spicca per grinta e spirito di sacrificio.

## Carriera

### Club

#### Inizi e Atalanta
Cresciuto a Metaponto e tifoso del Matera, a sei anni entra nella scuola calcio della Stella Azzurra di Bernalda, dove è notato dall'Atalanta, che nel 2005 decide di farlo maturare nel Valdera, società pisana gemellata. Nell'estate 2007 Zaza si trasferisce a Bergamo, dove cresce calcisticamente nel settore giovanile orobico, venendo soprannominato "Sammina" per il suo sinistro al fulmicotone. Nel 2008 vince il Torneo Città di Arco - Beppe Viola, riservato alla categoria Under-16, diventando capocannoniere della competizione con 5 reti.
Il 1º marzo 2009, a 17 anni, esordisce in prima squadra e in Serie A nel corso dell'incontro Atalanta-Chievo (0-2), subentrando a Ferreira Pinto all'86'. Il 24 maggio 2009 disputa la sua prima partita da titolare nella massima serie, Atalanta-Palermo, conclusasi sul 2-2. Conclude la sua prima stagione da professionista con 3 presenze nel massimo campionato italiano.
Nella stagione seguente non trova spazio in prima squadra; a fine annata rimane svincolato.

#### Sampdoria e prestiti a Juve Stabia e Viareggio
Il 1º luglio 2010, da svincolato, sottoscrive un contratto quadriennale con la Sampdoria. La stagione lo vede impiegato prevalentemente nella formazione Primavera, ma il 16 febbraio 2011 esordisce in maglia blucerchiata durante il derby della Lanterna Sampdoria-Genoa 0-1, subentrando al 78' a Daniele Dessena.
Nella stagione seguente viene ceduto in prestito alla Juve Stabia in Serie B, nella quale esordisce il 27 agosto 2011 durante Empoli-Juve Stabia (2-1); con le Vespe campane scende in campo in 4 occasioni nella prima parte della stagione, quindi il 5 gennaio 2012 viene ceduto in prestito al Viareggio in Lega Pro Prima Divisione; dove Zaza gioca 16 partite di campionato e 2 dei play-out mettendo a segno in totale 11 gol.

#### Ascoli
Tornato a Genova per fine prestito, il 17 luglio 2012 si trasferisce, sempre a titolo temporaneo, all'Ascoli, in Serie B. Il 9 settembre segna il suo primo gol nella seconda serie italiana durante la partita Lanciano-Ascoli (1-1); il 20 ottobre segna invece la sua prima doppietta nella gara Ascoli-Juve Stabia (2-4). Il 26 dicembre 2012, durante Ascoli-Cittadella (4-1), segna la sua decima rete stagionale, raggiungendo così per la prima volta in carriera la doppia cifra. Conclude la sua stagione giocando in totale 35 partite di Serie B, dove mette a segno 18 gol che non permettono all'Ascoli di potersi salvare dalla retrocessione in Lega Pro Prima Divisione.

#### Sassuolo
Il 9 luglio 2013 la Juventus acquista Zaza a titolo definitivo dalla Sampdoria per un importo di 3,5 milioni di euro pagabili in tre anni; contestualmente la Juventus lo cede al Sassuolo in compartecipazione per la cifra di 2,5 milioni di euro pagabili in tre anni. Torna a giocare in Serie A nella prima giornata di campionato, Torino-Sassuolo (2-0). Il 1º settembre 2013, alla seconda giornata di campionato, segna di testa il suo primo gol in Serie A in Sassuolo-Livorno (1-4): è la prima rete realizzata dal Sassuolo nei campionati di Serie A. Grazie a Zaza arriva anche il primo punto ottenuto dagli emiliani nella massima divisione italiana, con il gol realizzato nella quinta giornata contro il Napoli e che ha fissato il risultato sull'1-1.
Il 20 giugno 2014 il Sassuolo risolve a proprio favore la compartecipazione in essere con la Juventus per un importo di 7,5 milioni di euro pagabili in tre anni. La Juventus comunque si è tenuta un diritto di riacquisto fissato a 15 milioni entro il 30 giugno 2015 e 18 milioni entro il 30 giugno 2016.
Complessivamente con la maglia del Sassuolo colleziona 69 presenze e 21 gol.

#### Juventus
Nell'estate 2015 è acquistato dalla Juventus, con cui vince subito la Supercoppa nazionale: è il primo trofeo della sua carriera. Il 23 settembre, nella gara con il Frosinone, è protagonista dell'autogol dei ciociari (un suo tiro viene deviato in rete dal difensore Leonardo Blanchard) che porta in vantaggio i bianconeri. 7 giorni più tardi, compie il proprio debutto nelle coppe continentali segnando al Siviglia. 11 settimane dopo, risulta protagonista del derby di Coppa Italia con una doppietta al Torino. Il 13 febbraio 2016, è autore del gol-vittoria nella sfida con il Napoli: valida per il sorpasso sugli avversari e il conseguente raggiungimento della prima posizione. Al termine della stagione (l'unica in bianconero) aggiunge al palmarès anche lo scudetto e la coppa nazionale. I trofei vinti quell'anno con la Juventus rimarranno gli unici vinti da Zaza in carriera a livello senior.

#### West Ham e Valencia
Il 28 agosto 2016 si trasferisce al West Ham in prestito oneroso per 5 milioni di euro con obbligo di riscatto a 20 milioni in caso di raggiungimento di 14 presenze, più altri 3 milioni di bonus. Sceglie di indossare la maglia numero 11. Con gli Hammers totalizza otto presenze in Premier League e tre in Coppa di Lega, deludendo molto le aspettative e senza realizzare nemmeno una marcatura.
Il 15 gennaio 2017 rientra anticipatamente alla Juventus e si trasferisce, sempre in prestito con diritto di riscatto, al Valencia, scegliendo la maglia numero 12. Il suo esordio in Primera División avviene il 21 gennaio, in occasione della partita vinta 2-0 contro il Villarreal. Il 19 febbraio mette a segno la sua prima rete ai danni dell'Athletic Bilbao, fissando il definitivo 2-0. Il 9 aprile 2017 realizza la sua prima doppietta in Liga nella vittoria esterna contro il Granada per 3-0. Il 10 aprile seguente il Valencia riscatta interamente il giocatore dalla Juventus.
La stagione seguente gli viene affidata la maglia numero 9. Il 19 settembre, in occasione della vittoria casalinga contro il Malaga (5-0), realizza la sua prima tripletta in soli otto minuti di gioco. Complice l'ottimo inizio di stagione, il 18 ottobre viene premiato come "Miglior giocatore della Liga" del mese di settembre. Con il Valencia in totale ha segnato 19 reti in 59 presenze.

#### Torino
Il 17 agosto 2018 viene acquistato dal Torino in prestito con obbligo di riscatto per una cifra complessiva di 15,6 milioni di euro. Fa il suo esordio in granata nella partita casalinga contro la SPAL alla terza giornata di campionato (1-0). Segna la sua prima rete il 30 settembre, nella vittoria esterna (0-1) contro il Chievo. A fine stagione termina con solamente 4 gol in campionato.
Il 31 agosto 2022, dopo aver iniziato la stagione con i granata senza mai scendere in campo, trova l'accordo per la risoluzione consensuale. Complessivamente con i granata in quattro stagioni ha messo insieme 103 presenze e 20 gol.

### Nazionale

#### Nazionali giovanili
Nel 2007 partecipa al Torneo Internazionale Europa Unita con la nazionale Under-16 di Antonio Rocca, debuttando il 25 aprile nell'incontro di apertura contro la Slovenia. Nel corso della manifestazione, vinta dagli azzurrini, disputa tre dei quattro incontri complessivi, compresa la finale contro la Serbia. Il 29 agosto 2007 riceve la prima convocazione per la nazionale Under-17 di Luca Gotti, in occasione dell'incontro Italia-Turchia (3-0), senza scendere in campo. Due giorni dopo, il 31 agosto, esordisce in Italia-Irlanda del Nord (2-1). Il 13 ottobre 2009 esordisce con la nazionale Under-19 nell'incontro Paesi Bassi-Italia (1-1). Segna anche 1 gol nell'unica presenza con la B Italia, rappresentativa di Serie B. Viene inoltre convocato per uno stage della nazionale Under-21, tenutosi a Coverciano dal 13 gennaio al 16 gennaio 2013.

#### Nazionale maggiore
Dopo aver preso parte a due raduni della nazionale A durante la gestione di Cesare Prandelli, il 30 agosto 2014 viene convocato dal nuovo commissario tecnico Antonio Conte in vista dell'amichevole contro i Paesi Bassi del 4 settembre e della partita di qualificazione agli Europei 2016 a Oslo contro la Norvegia del 9 settembre. Gioca da titolare entrambe le partite, procurandosi nella prima, vinta per 2-0, un rigore (poi trasformato da Daniele De Rossi) mentre nella seconda partita contro la Norvegia segna la prima rete dell'incontro con una leggera deviazione, poi terminata 2-0 per gli azzurri.
Convocato per il campionato d'Europa 2016 in Francia, nella seconda partita del girone il 17 giugno 2016 contro la Svezia esordisce nella manifestazione continentale e serve l'assist per il gol vittoria di Éder. L'avventura azzurra si conclude ai quarti di finale, con la sconfitta subita per mano della Germania ai calci di rigore, durante i quali Zaza, subentrato a Giorgio Chiellini al 120º e ultimo minuto di gioco proprio per poter essere nella lista dei rigoristi, fallisce il proprio tentativo calciandolo sopra la traversa, dopo un'estenuante e comica rincorsa, che lo ha reso oggetto di varie parodie sui social. Durante le partite di qualificazione al campionato del mondo 2018 viene convocato da Gian Piero Ventura solo per la partita contro il Liechtenstein, nella quale subentra a risultato già acquisito.
A distanza di quasi due anni, il 4 giugno 2018, è convocato dal nuovo CT Roberto Mancini per l'amichevole contro i Paesi Bassi, in cui entra nel secondo tempo e segna il gol del momentaneo 1-0; l'incontro finirà 1-1.
Zaza è, ad oggi, uno dei due giocatori nati in Basilicata ad aver indossato la maglia della nazionale maggiore; l'altro è Franco Selvaggi, campione del mondo con gli Azzurri nel 1982..

## Beneficenza
Nel 2020, a seguito della pandemia di COVID-19, fa una donazione di 64mila euro alla regione Basilicata.

## Statistiche

### Presenze e reti nei club
Statistiche aggiornate al 31 agosto 2022.
| Stagione        | Squadra         | Campionato      | Campionato | Campionato | Coppe nazionali | Coppe nazionali | Coppe nazionali | Coppe continentali | Coppe continentali | Coppe continentali | Altre coppe | Altre coppe | Altre coppe | Totale | Totale |
| Stagione        | Squadra         | Comp            | Pres       | Reti       | Comp            | Pres            | Reti            | Comp               | Pres               | Reti               | Comp        | Pres        | Reti        | Pres   | Reti   |
| --------------- | --------------- | --------------- | ---------- | ---------- | --------------- | --------------- | --------------- | ------------------ | ------------------ | ------------------ | ----------- | ----------- | ----------- | ------ | ------ |
| 2008-2009       | Atalanta        | A               | 3          | 0          | CI              | 0               | 0               | -                  | -                  | -                  | -           | -           | -           | 3      | 0      |
| 2009-2010       | Atalanta        | A               | 0          | 0          | CI              | 0               | 0               | -                  | -                  | -                  | -           | -           | -           | 0      | 0      |
| Totale Atalanta | Totale Atalanta | Totale Atalanta | 3          | 0          |                 | 0               | 0               |                    | -                  | -                  |             | -           | -           | 3      | 0      |
| 2010-2011       | Sampdoria       | A               | 2          | 0          | CI              | 0               | 0               | UCL+UEL            | 0                  | 0                  | -           | -           | -           | 2      | 0      |
| 2011-gen. 2012  | Juve Stabia     | B               | 4          | 0          | CI              | 0               | 0               | -                  | -                  | -                  | -           | -           | -           | 4      | 0      |
| gen.-giu. 2012  | Viareggio       | 1D              | 16+2       | 9+2        | CI-LP           | 0               | 0               | -                  | -                  | -                  | -           | -           | -           | 18     | 11     |
| 2012-2013       | Ascoli          | B               | 35         | 18         | CI              | 1               | 0               | -                  | -                  | -                  | -           | -           | -           | 36     | 18     |
| 2013-2014       | Sassuolo        | A               | 33         | 9          | CI              | 2               | 0               | -                  | -                  | -                  | -           | -           | -           | 35     | 9      |
| 2014-2015       | Sassuolo        | A               | 31         | 11         | CI              | 3               | 1               | -                  | -                  | -                  | -           | -           | -           | 34     | 12     |
| Totale Sassuolo | Totale Sassuolo | Totale Sassuolo | 64         | 20         |                 | 5               | 1               |                    | -                  | -                  |             | -           | -           | 69     | 21     |
| 2015-2016       | Juventus        | A               | 19         | 5          | CI              | 3               | 2               | UCL                | 2                  | 1                  | SI          | 0           | 0           | 24     | 8      |
| 2016-gen. 2017  | West Ham Utd    | PL              | 8          | 0          | FACup+CdL       | 0+3             | 0               | UEL                | 0                  | 0                  | -           | -           | -           | 11     | 0      |
| gen.-giu. 2017  | Valencia        | PD              | 20         | 6          | CR              | 0               | 0               | -                  | -                  | -                  | -           | -           | -           | 20     | 6      |
| 2017-2018       | Valencia        | PD              | 33         | 13         | CR              | 6               | 0               | -                  | -                  | -                  | -           | -           | -           | 39     | 13     |
| Totale Valencia | Totale Valencia | Totale Valencia | 53         | 19         |                 | 6               | 0               |                    | -                  | -                  |             | -           | -           | 59     | 19     |
| 2018-2019       | Torino          | A               | 29         | 4          | CI              | 1               | 0               | -                  | -                  | -                  | -           | -           | -           | 30     | 4      |
| 2019-2020       | Torino          | A               | 24         | 6          | CI              | 1               | 0               | UEL                | 6                  | 3                  | -           | -           | -           | 31     | 9      |
| 2020-2021       | Torino          | A               | 29         | 6          | CI              | 2               | 1               | -                  | -                  | -                  | -           | -           | -           | 31     | 7      |
| 2021-2022       | Torino          | A               | 10         | 0          | CI              | 1               | 0               | -                  | -                  | -                  | -           | -           | -           | 11     | 0      |
| Totale Torino   | Totale Torino   | Totale Torino   | 92         | 16         |                 | 5               | 1               |                    | 6                  | 3                  |             | -           | -           | 103    | 20     |
| Totale carriera | Totale carriera | Totale carriera | 289        | 89         |                 | 23              | 4               |                    | 8                  | 4                  |             | 0           | 0           | 320    | 97     |

### Cronologia presenze e reti in nazionale
| Cronologia completa delle presenze e delle reti in nazionale ― Italia | Cronologia completa delle presenze e delle reti in nazionale ― Italia | Cronologia completa delle presenze e delle reti in nazionale ― Italia | Cronologia completa delle presenze e delle reti in nazionale ― Italia | Cronologia completa delle presenze e delle reti in nazionale ― Italia | Cronologia completa delle presenze e delle reti in nazionale ― Italia | Cronologia completa delle presenze e delle reti in nazionale ― Italia | Cronologia completa delle presenze e delle reti in nazionale ― Italia |
| Data                                                                  | Città                                                                 | In casa                                                               | Risultato                                                             | Ospiti                                                                | Competizione                                                          | Reti                                                                  | Note                                                                  |
| --------------------------------------------------------------------- | --------------------------------------------------------------------- | --------------------------------------------------------------------- | --------------------------------------------------------------------- | --------------------------------------------------------------------- | --------------------------------------------------------------------- | --------------------------------------------------------------------- | --------------------------------------------------------------------- |
| 4-9-2014                                                              | Bari                                                                  | Italia                                                                | 2 – 0                                                                 | Paesi Bassi                                                           | Amichevole                                                            | -                                                                     | 73’                                                                   |
| 9-9-2014                                                              | Oslo                                                                  | Norvegia                                                              | 0 – 2                                                                 | Italia                                                                | Qual. Euro 2016                                                       | 1                                                                     | 82’                                                                   |
| 10-10-2014                                                            | Palermo                                                               | Italia                                                                | 2 – 1                                                                 | Azerbaigian                                                           | Qual. Euro 2016                                                       | -                                                                     | 86’                                                                   |
| 16-11-2014                                                            | Milano                                                                | Italia                                                                | 1 – 1                                                                 | Croazia                                                               | Qual. Euro 2016                                                       | -                                                                     | 63’                                                                   |
| 28-3-2015                                                             | Sofia                                                                 | Bulgaria                                                              | 2 – 2                                                                 | Italia                                                                | Qual. Euro 2016                                                       | -                                                                     | 58’                                                                   |
| 6-9-2015                                                              | Palermo                                                               | Italia                                                                | 1 – 0                                                                 | Bulgaria                                                              | Qual. Euro 2016                                                       | -                                                                     | 71’                                                                   |
| 13-11-2015                                                            | Bruxelles                                                             | Belgio                                                                | 3 – 1                                                                 | Italia                                                                | Amichevole                                                            | -                                                                     | 80’                                                                   |
| 24-3-2016                                                             | Udine                                                                 | Italia                                                                | 1 – 1                                                                 | Spagna                                                                | Amichevole                                                            | -                                                                     | 60’                                                                   |
| 29-3-2016                                                             | Monaco di Baviera                                                     | Germania                                                              | 4 – 1                                                                 | Italia                                                                | Amichevole                                                            | -                                                                     | 78’                                                                   |
| 29-5-2016                                                             | Ta' Qali                                                              | Italia                                                                | 1 – 0                                                                 | Scozia                                                                | Amichevole                                                            | -                                                                     | 67’                                                                   |
| 6-6-2016                                                              | Verona                                                                | Italia                                                                | 2 – 0                                                                 | Finlandia                                                             | Amichevole                                                            | -                                                                     | 81’                                                                   |
| 17-6-2016                                                             | Tolosa                                                                | Italia                                                                | 1 – 0                                                                 | Svezia                                                                | Euro 2016 - 1º turno                                                  | -                                                                     | 60’                                                                   |
| 22-6-2016                                                             | Lilla                                                                 | Italia                                                                | 0 – 1                                                                 | Irlanda                                                               | Euro 2016 - 1º turno                                                  | -                                                                     | 87’                                                                   |
| 2-7-2016                                                              | Bordeaux                                                              | Germania                                                              | 1 – 1 dts (6 – 5 dtr)                                                 | Italia                                                                | Euro 2016 - Quarti di finale                                          | -                                                                     | 120+1’                                                                |
| 12-11-2016                                                            | Vaduz                                                                 | Liechtenstein                                                         | 0 – 4                                                                 | Italia                                                                | Qual. Mondiali 2018                                                   | -                                                                     | 81’                                                                   |
| 15-11-2016                                                            | Milano                                                                | Italia                                                                | 0 – 0                                                                 | Germania                                                              | Amichevole                                                            | -                                                                     | 88’                                                                   |
| 4-6-2018                                                              | Torino                                                                | Italia                                                                | 1 – 1                                                                 | Paesi Bassi                                                           | Amichevole                                                            | 1                                                                     | 63’ 89’                                                               |
| 10-9-2018                                                             | Lisbona                                                               | Portogallo                                                            | 1 – 0                                                                 | Italia                                                                | UEFA Nations League 2018-2019 - 1º turno                              | -                                                                     |                                                                       |
| Totale                                                                |                                                                       | Presenze                                                              | 18                                                                    |                                                                       | Reti                                                                  | 2                                                                     |                                                                       |

## Palmarès

### Club

#### Competizioni giovanili
- Torneo Internazionale Maggioni-Righi: 1

Atalanta: 2007
- Torneo Città di Arco: 1

Atalanta: 2008

#### Competizioni nazionali
- Supercoppa italiana: 1

Juventus: 2015
- Campionato italiano: 1

Juventus: 2015-2016
- Coppa Italia: 1

Juventus: 2015-2016